# 潘志尚
潘志尚（？—？），安徽省徽州府歙縣人，清朝政治人物、同進士出身。
光緒十五年（1889年），参加光緒己丑科殿試，登進士三甲102名。同年五月，著交吏部掣签，分发各省以知县即用。